# 김진희 (1993년)
김진희(1993년 3월 22일 ~ )는 대한민국의 배구 선수이다. 포지션은 레프트이고 2011년 신인드래프트에서 전체 1라운드 5순위로 현대건설 배구단에 입단하였다.
강력한 펀칭을 바탕으로한 화끈한 공격력이 장점이며 귀여운 외모덕에 팬들이 많다. 박효신의 열혈팬중 한명으로 소개되며 화제가 되기도 하였다. 2012년에는 국가대표에 선발되어 아시아배구연맹컵 여자배구대회(AVC컵)에 출전하였다. 2013 - 2014시즌 올스타전 전야제때 팀동료 양효진, 김주하, 김수지, 염혜선등과 함께 크레용팝의 안무를 선보이기도 하였다. 현대건설에서 14-15 시즌종료 후 은퇴하려 했으나 인삼공사에서 설득하였고 본인도 다시 시작하는 마음으로 해보겠다하여 인삼공사 선수로 들어갔다. 이적 후 코보컵에서 라이트로 출전하여 팀이 4강까지 진출하는데에 큰 도움을 주었다.
2017년 6월 4일 한송이, 시은미, 문명화, 김진희의 트레이드로 GS칼텍스로 이적하였다.

## 약력
- 일신여중 졸업
- 일신여상 졸업
- 2011년 1라운드 5순위로 현대건설 힐스테이트입단
- 2013년 안산 우리카드 컵대회(kovo컵) 여자부 준우승 멤버
- 2014년 안산 우리카드 컵대회 (kovo컵) 여자부 우승 멤버
- 2013-2014시즌 올스타전 전야제 공연
- 2015.6 인삼공사로 이적
- 2017.5 GS칼텍스 서울 KIXX로 이적

## 국가대표 경력
- 2012년 아시안배구연맹컵 여자배구대회 국가대표 선발